# Saprinus intricatus
Saprinus intricatus är en skalbaggsart som beskrevs av Wilhelm Ferdinand Erichson 1843. Saprinus intricatus ingår i släktet Saprinus och familjen stumpbaggar. Inga underarter finns listade i Catalogue of Life.